# .ss
.ss – krajowa domena internetowa najwyższego poziomu przypisana dla stron internetowych z Sudanu Południowego. Domena została zarejestrowana 31 sierpnia 2011.
Został zatwierdzony na posiedzeniu zarządu ICANN w dniu 27 stycznia 2019 roku i został dodany do strefy głównej DNS w dniu 2 lutego 2019 roku.
Przed pomyślnym zarejestrowaniem domeny .ss, podsekretarz ds. Telekomunikacji kraju początkowo obawiał się możliwego odrzucenia wniosku ccTLD, ponieważ SS było również skrótem od Schutzstaffel, siły paramilitarnej nazistowskich Niemiec.
Przed uzyskaniem niepodległości Sudanu Południowego obowiązującą domeną była .sd, domena internetowa najwyższego poziomu Sudanu.
Rejestracja nazw domeny .ss rozpoczęła się w trzech fazach od 1 czerwca 2020 roku, a ich ogólna dostępność rozpoczęła się 1 września 2020 roku.

## Domeny drugiego stopnia
Istnieje również kilka domen drugiego stopnia:
- edu.ss - dla szkół wyższych w Sudanie Południowym
- com.ss - otwarte dla wszystkich wnioskodawców (przeznaczone dla podmiotów komercyjnych)
- net.ss - dla operatorów sieci
- biz.ss - dowolny podmiot gospodarczy
- org.ss - dla organizacji pozarządowych w Sudanie Południowym
- sch.ss - dla szkół średnich i podstawowych Sudanu Południowego
- me.ss - w przypadku witryn osobistych (nazwa.me.ss)
- gov.ss - tylko dla jednostek rządowych Sudanu Południowego